# Энергомашбанк
ПАО «Энергомашбанк» — один из первых коммерческих банков России. Приказом Банка России от 09.06.2021 № ОД-1112 у банка отозвана лицензия на осуществление банковских операций.

## История
Кредитное учреждение зарегистрировано Госбанком СССР 20 января 1989 года как «Банк энергетического машиностроения». Его основателями стали крупнейшие заводы - «Электросила», «Севкабель», «Ленинградский металлический завод» (к 2021 году — филиал ПАО «Силовые машины»), Ленинградский машиностроительный завод «Звезда» им. К. Е. Ворошилова, «Невский завод». Банк преимущественно ориентировался на работу с корпоративными клиентами, оказывая им весь спектр финансовых услуг.
В 2001 году акционером банка становится холдинг «Ленинец», объявивший о своём намерении сделать банк основным финансовым партнёром. В августе 2003 года основным акционером банка становится инвестиционная компания «Элтра». К 2008 году основными акционерами банка стали Председатель Совета директоров Селезнёв Павел Андреевич, Мейер Август Кристофер, Чернега Владимир Петрович. В 2017-2018 годах произошло перераспределение собственников в сторону усиления. Акционерами банка стали сооснователи QIWI Муравьев Андрей Анатольевич и Романенко Андрей Николаевич. 18 апреля 2018 года из состава акционеров «Энергомашбанка» вышел Мейер Август Кристофер. А уже 1 октября 2018 года состав акционеров «Энергомашбанка» полностью обновился с целью сохранить и приумножить существующий пул проектов и клиентов банка, в том числе за счет новых услуг и новых сфер деятельности, в частности, обслуживания нефте- и газотрейдинга, инфраструктурных и логистических проектов, связанных с транспортировкой и перевалкой энергоносителей и пр.

## «Энергомашбанк» сегодня
До 2021 года «Энергомашбанк» позиционировал себя на финансовом рынке Петербурга как универсальный банк, производящий обслуживание предприятий малого и среднего бизнеса, а также населения. Клиентуру банка составляли предприятия различного размера и формы собственности, в основном - малого и среднего бизнеса. Банк также имел лицензию на обслуживание юридических и физических лиц по операциям с государственными и муниципальными ценными бумагами.
Согласно раскрываемой информации, на момент перед закрытием банк контролировали следующие лица:
1. Локшин Михаил гражданство: Израиль, место жительства: Израиль, г. Кирьят-Оно 9,306%
Локшин М. является членом Совета директоров кредитной организации, является лицом, под значительным влиянием которого в соответствии с критериями МСФО (IAS) 28 находится кредитная организация.
2. Брик Евгений гражданство: Израиль, место жительства: Израиль, г. Кирьят-Оно 9,306%.
3. Горбунов Валерий Петрович гражданство: Украина, место жительства: Украина, Харьковская область, Харьковский район, пос. Васищево, с. Подолёх 9,220%.
4. Эстрин Андрей Виленович гражданство: РФ, место жительства: г. Ростов-на-Дону 9,306%.
5. Меденцева Юлия Витальевна гражданство: Украина, место жительства: Украина, г. Харьков 9,263%.
6. Остапенко Татьяна Ивановна гражданство: Украина, место жительства: Украина, г. Харьков 9,306%.
7. Пандюрин Андрей гражданство: Израиль, место жительства: Израиль, г. Беэр-Шева 9,306%.
8. Подопригора Сергей Владимирович гражданство: РФ, место жительства: Белгородская область, Ракитянский район, пос. Ракитное 9,306%.
9. Титов Алексей Вячеславович гражданство: РФ, место жительства: Ивановская область, Фурмановский район, гор. Фурманов 9,306%.
10. Чернявская Антонина Евгеньевна гражданство: РФ, место жительства: г. Ростов-на-Дону 9,306%.
11. Белевцов Александр Леонидович гражданство: Украина, место жительства: Украина, г. Харьков 6,912%.
12. Акционеры-миноритарии 0,153 %[3]

В 2019 году в «Энергомашбанке» произошли следующие основные изменения:
- «Энергомашбанк» вошел в ТОП200 российских банков по размеру активов;
- Геннадий Ветров вошел в ТОП-30 медиарейтинга банкиров;
- «Энергомашбанк» предлагает пакеты услуг для бизнеса.
По данным Банки.ру, на 1 августа 2019 года нетто-активы банка — 8,9 млрд рублей (200-е место в России), капитал (рассчитанный в соответствии с требованиями ЦБ РФ) — 1,3 млрд, кредитный портфель — 6,3 млрд, обязательства перед населением — 4,2 млрд.
Рейтинговая оценка рейтингового агентства «Эксперт РА» - «ruВ-», прогноз - «негативный» (присвоена в декабре 2019 года). В мае 2020 рейтинг был отозван .